# Smyga exhibita
Smyga exhibita är en insektsart som beskrevs av Irena Dworakowska 1995. Smyga exhibita ingår i släktet Smyga och familjen dvärgstritar.
Artens utbredningsområde är Brunei. Inga underarter finns listade i Catalogue of Life.